# SM UB-40
SM UB-40 – niemiecki jednokadłubowy okręt podwodny typu UB II z okresu I wojny światowej. W czasie swojej służby, SM UB-40 odbył 28 patroli, podczas których zatopił 99 jednostek nieprzyjaciela, 15 uszkodził i jeden zajął jako pryz. Samozatopiony w 1918.

## Budowa
SM UB-40 należał do typu UBII, który był następcą typu UB I. Był średnim jednokadłubowym okrętem przeznaczonymi do działań przybrzeżnych, o prostej konstrukcji, długości 36,90 metrów, wyporności w zanurzeniu 274 BRT, zasięgu 7030 Mm przy prędkości 5 węzłów na powierzchni oraz 45 Mm przy prędkości 4 węzły w zanurzeniu. W typie UBII poprawiono i zmodernizowano wiele rozwiązań uważanych za wadliwe w typie UBI. Zwiększono moc silników, zaś pojedynczy wał napędowy zastąpiono dwoma. Okręty serii od UB-30 do UB-41, budowane w stoczni Blohm & Voss w Hamburgu, miały zwiększoną szerokość i długość, ich wyporność w zanurzeniu wzrosła do 303 BRT.

## Służba

### 1916
Okręt został zbudowany w stoczni Blohm & Voss w Hamburgu w latach 1915–1916. Zwodowano go 25 kwietnia 1916 roku, wszedł do służby w Kaiserliche Marine 18 sierpnia 1916 roku. Pierwszym jego dowódcą został 17 sierpnia 1916 roku mianowany Kapitänleutnant Karl Neumann. Pod jego dowództwem jednostka został przydzielona do Flotylli Flandria, operowała na obszarze wschodnich wybrzeży Wielkiej Brytanii oraz kanału La Manche. Pierwszą ofiarą UB-40 był brytyjski parowiec „Barbara” o pojemności 3740 BRT. Zbudowany w 1897 roku w West Hartlepool statek płynął z ładunkiem cukru z Filadelfii do West Hartlepool. 20 października 1916 roku został zatopiony 25 mil na południe od Wyspy Wight. Pod dowództwem Neumanna UB-40 zatopił 12 statków. Ostatnim był brytyjski statek handlowy „Grenada” o pojemności 2268 BRT. Czteromasztowy bark zbudowany w Russell & Co., Greenock w 1894 roku, płynął pod balastem z Hawru do Nowego Jorku. 22 listopada 32 mile od Beachy Head został zatrzymany i zatopiony.
3 grudnia 1916 roku Karla Neumanna na stanowisku dowódcy SM UB-40 zastąpił dowodzący wcześniej SM UC-4 Oberleutnant zur See Hans Howaldt. W czasie pierwszego patrolu pod dowództwem Howaldta UB-40 zajął jako pryz holenderski parowiec „Oldambta” o pojemności 470 BRT.

### 1917
Pierwszą ofiarą UB-40 w 1917 roku był belgijski kuter rybacki „Anna Prosper” o pojemności 70 BRT, który został zatrzymany i zatopiony na Morzu Północnym około 20 mil na wschód od Lowestoft.
W czasie patrolu w ujścia Sekwany 25 marca 1917 roku UB-40 zatrzymał i zatopił sześć francuskich kutrów rybackich. 30 marca storpedował brytyjski parowiec „Somme” o pojemności 1828 BRT. Zbudowany w 1916 roku w stoczni S.P. Austin & Son, Ltd. w Sunderland statek płynął z Newport do Rouen z ładunkiem węgla. Został zaatakowany 20 mil na północny wschód od przylądka Barfleur w Normandii. W wyniku ataku śmierć poniosło 5 członków załogi. W połowie kwietnia 197 roku UB-40 wyszedł na kolejny patrol. 16 kwietnia 1917 roku, 25 mil na zachód od Beachy Head UB-40 zaatakował brytyjski statek transportowy „Cairndhu” o pojemności 4109 BRT, który płynął z ładunkiem węgla z Tyne do Gibraltaru. Zbudowany w Sunderland w 1911 roku parowiec zatonął, a śmierć poniosło 11 członków załogi.
17 kwietnia w kanale La Manche UB-40 bez ostrzeżenia storpedował brytyjski statek szpitalny HMHS „Lanfranc”. Zbudowany w Caledon Shipbuilding & Engineering Company w 1906 roku jako pasażerski liniowiec statek został zmobilizowany i przebudowany na szpital w 1915 roku. Statek został przystosowany do transportu 403 rannych. Wszedł do służby w Royal Navy 6 października 1915 roku. W dniu zatonięcia statek płynął z Hawru do Southampton z 387 rannymi, w tym 167 niemieckimi jeńcami wojennymi. W wyniku ataku śmierć poniosło 34 żołnierzy, 17 brytyjskich oraz 17 niemieckich. Ponad 570 rozbitków zostało uratowanych przez brytyjskie niszczyciele HMS „Badger”, HMS „Jackal” przy pomocy brytyjskiego okrętu podwodnego HMS P47 oraz francuskiej łodzi „Roitelet”.
Na zakończenie patrolu 19 kwietnia UB-40 storpedował i uszkodził zbudowany w Barclay, Curle & Co., Ltd. z Glasgow rok wcześniej brytyjski tankowiec „Limeleaf” o pojemności 7339 BRT. Statek płynął z ładunkiem paliwa z Port Arthur do Sheerness, w wyniku ataku śmierć poniosło 7 członków załogi. Uszkodzenia były na tyle poważne, że statek został wyeliminowany ze służby do końca wojny. W 1926 roku został sprzedany Nippon Tanker K.K. w Tokio. W 1938 roku został wcielony do Japońskiej Cesarskiej Marynarki Wojennej i w czasie II wojny światowej służył jako „Ogura Maru No.3” i 23 lutego 1944 roku został zatopiony przez amerykański okręt podwodny USS „Cod” (SS-224).
16 maja operując u południowych wybrzeży Anglii, w rejonie pomiędzy Portsmouth a Eastbourne, UB-40 zatopił dwa brytyjskie statki transportowe. Pierwszym był „Highland Corrie” o pojemności 7583 BRT, który płynął z ładunkiem mrożonego mięsa z La Platy w Argentynie do Londynu. W wyniku ataku torpedowego statek zatonął i śmierć poniosło 5 członków załogi. Drugim był „Pagenturm” o pojemności 5000 BRT, zbudowany w 1909 roku w J.C. Tecklenborg A.G. w Geestemünde statek płynął z zaopatrzeniem armii z Londynu do Barry. Do końca majowego patrolu UB-40 zatopił jeszcze cztery statki brytyjskie: 17 maja żaglowiec „Florence Louisa” o pojemności 115 BRT, zatrzymany i zatopiony około The Needles. 20 maja 16 mil na południowy wschód od Beachy Head UB-40 zatopił dwa brytyjskie parowce: „Porthkerry” o pojemności 1920 BRT, 7 zabitych oraz „Tycho” o pojemności 3216 BRT, 15 zabitych.
W czasie kolejnego patrolu u południowych wybrzeży Wielkiej Brytanii UB-40 w dniach od 7 do 12 czerwca UB-40 zatopił osiem jednostek oraz cztery uszkodził. 7 czerwca w okolicach Brighton UB-40 storpedował z budowany w 1887 roku w Belfaście „Mahopac” o pojemności 3216 BRT. Statek płynął w konwoju pod balastem do Filadelfii, po trafieniu torpedą, uszkodzony dopłynął do pobliskiej plaży, gdzie osiadł na płyciźnie. Krótko po tym UB-40 zaatakował i uszkodził kolejny statek z konwoju „Oldfield Grange” o pojemności 4653 BRT. 9 i 10 czerwca u wybrzeży Francji UB-40 zatrzymał i zatopił cztery francuskie kutry rybackie. Potem okręt powrócił w okolice Brighton i 11 czerwca uszkodził dwa oraz zatopił jeden brytyjski statek handlowy. W drugim patrolu w końcu czerwca UB-40 zatopił cztery oraz uszkodził jeden statek. W lipcu 1917 roku w czasie kolejnego patrolu u południowych wybrzeży Anglii UB-40 zatopił pięć statków brytyjskich. Największym z nich był pasażerski parowiec „Salsette” o pojemności 5842 BRT. Płynący z Londynu do Bombaju wybudowany w stoczni Caird & Co. w Greenock statek został zatopiony około 15 mil na południowy zachód od Portland Bill. W wyniku ataku śmierć poniosło 15 osób.
W sierpniu 1917 roku UB-40 operował w okolicach wybrzeża Francji. W okresie od 12 do 19 sierpnia zatopił 5 statków oraz jeden uszkodził. 12 sierpnia zatrzymał i zatopił dwa niewielkie żaglowce francuskie. 14 sierpnia około 150 mil na południowy zachód od Ushant zatopił norweski parowiec „Tuddal” o pojemności 3511 BRT, który płynął z Hawany do Hawru z ładunkiem cukru. Następnego dnia 95 mil od Ushant łupem UB-40 padł brytyjski parowiec „Brodstone” o pojemności 4927 BRT, płynący z ładunkiem węgla.
We wrześniu UB-40 zatopił cztery statki, w październiku kolejne trzy oraz jeden uszkodził, w listopadzie jeden uszkodził oraz dwa zatopił. Największym z nich był brytyjski parowiec „Aparima” o pojemności 5704 BRT. Płynący z Londynu do Barry pod balastem transportowiec został storpedowany i zatonął około 6 mil od latarni Anvil Point. W wyniku ataku śmierć poniosło 57 członków załogi.
14 grudnia Hans Howaldt został skierowany na dwumiesięczny urlop, po którym objął dowództwo okrętu SM UB-107. Jego miejsce zajął Karl Dobberstein.

### 1918
Po przejęciu dowództwa przez Karla Dobbersteina UB-40 wyszedł w pierwszy patrol bojowy w drugiej połowie stycznia. Pierwszym zatopionym przez UB-40 statkiem w 1918 roku był norweski parowiec „Carolus” o pojemności 1041 BRT, który płynął z ładunkiem węgla z Barry do Rouen. Karl Dobberstein dowodził okrętem do 17 maja 1918 roku. Pod jego dowództwem UB-40 zatopił pięć statków oraz dwa uszkodził. Największym z zatopionych był zbudowany w 1917 roku w Richardson, Duck & Co., Ltd., Stockton, brytyjski parowiec „Ikeda” o pojemności 6311 BRT. Płynący z Londynu do Galveston pod balastem parowiec został zaatakowany i zatopiony około 7 mil na zachód od Brighton. 18 maja 1918 roku Karl Dobberstein został zastąpiony przez Oberleutnanta zur See Hansa Joachima Emsmanna. W okresie dowodzenia okrętu przez Emsmanna UB-40 zatopił 26 statków o łącznej pojemności 11 624 BRT oraz uszkodził trzy o pojemności 3323 BRT. 31 lipca 1918 roku Hans Joachim Emsmann został przeniesiony na stanowisko dowódcy UC-116, nie wiadomo, kto był kolejnym dowódcą okrętu. SM UB-40 został samozatopiony 5 października 1918 roku w Ostendzie, w momencie opuszczenia bazy przez Niemców.
W czasie swojej służby UB-40 odbył 28 patroli, zatopił 99 statków nieprzyjaciela o łącznej pojemności 134 067 BRT, uszkodził piętnaście (56 738 BRT) oraz zajął jeden jako pryz (5470 BRT).